# Oswayo
Oswayo és una població dels Estats Units a l'estat de Pennsilvània. Segons el cens del 2000 tenia 159 habitants.

## Demografia
Segons el cens del 2000, Oswayo tenia 159 habitants, 52 habitatges, i 42 famílies. La densitat de població era de 55,8 habitants/km².
Dels 52 habitatges en un 44,2% hi vivien nens de menys de 18 anys, en un 71,2% hi vivien parelles casades, en un 7,7% dones solteres, i en un 19,2% no eren unitats familiars. En el 17,3% dels habitatges hi vivien persones soles el 9,6% de les quals corresponia a persones de 65 anys o més que vivien soles. El nombre mitjà de persones vivint en cada habitatge era de 3,06 i el nombre mitjà de persones que vivien en cada família era de 3,48.
Per edats la població es repartia de la següent manera: un 33,3% tenia menys de 18 anys, un 8,2% entre 18 i 24, un 27,7% entre 25 i 44, un 15,1% de 45 a 60 i un 15,7% 65 anys o més.
L'edat mediana era de 30 anys. Per cada 100 dones de 18 o més anys hi havia 89,3 homes.
La renda mediana per habitatge era de 30.625 $ i la renda mediana per família de 30.625 $. Els homes tenien una renda mediana de 35.625 $ mentre que les dones 24.375 $. La renda per capita de la població era de 12.018 $. Entorn del 14,3% de les famílies i el 16,7% de la població estaven per davall del llindar de pobresa.

## Poblacions més properes
El següent diagrama mostra les poblacions més properes.